# Ривера, Луис (легкоатлет)
Луис Альберто Ривера Моралес (исп. Luis Alberto Rivera Morales) — мексиканский легкоатлет, который специализируется в прыжках в длину. Бронзовый призёр чемпионата Центральной и Северной Америки среди юниоров 2004 года в тройном прыжке с результатом 14,56 м. Выступал на олимпийских играх 2012 года, на которых занял 32-е место по итогам квалификации и не попал в финал.
На соревнованиях London Grand Prix 2013 года занял 4-е место с результатом 8,00 м.
Завоевал золотую медаль в прыжках в длину на Универсиаде 2013 в Казани установив лучший результат сезона в мире, рекорд Универсиады и личный рекорд с результатом 8,46 м.  Бронзовый призёр в прыжках в длину чемпионата мира по лёгкой атлетике 2013 в Москве с результатом 8,27 м.

## Достижения
Бриллиантовая лига
- 2014:  Qatar Athletic Super Grand Prix — 8,04 м